# Schoonheidsvlek

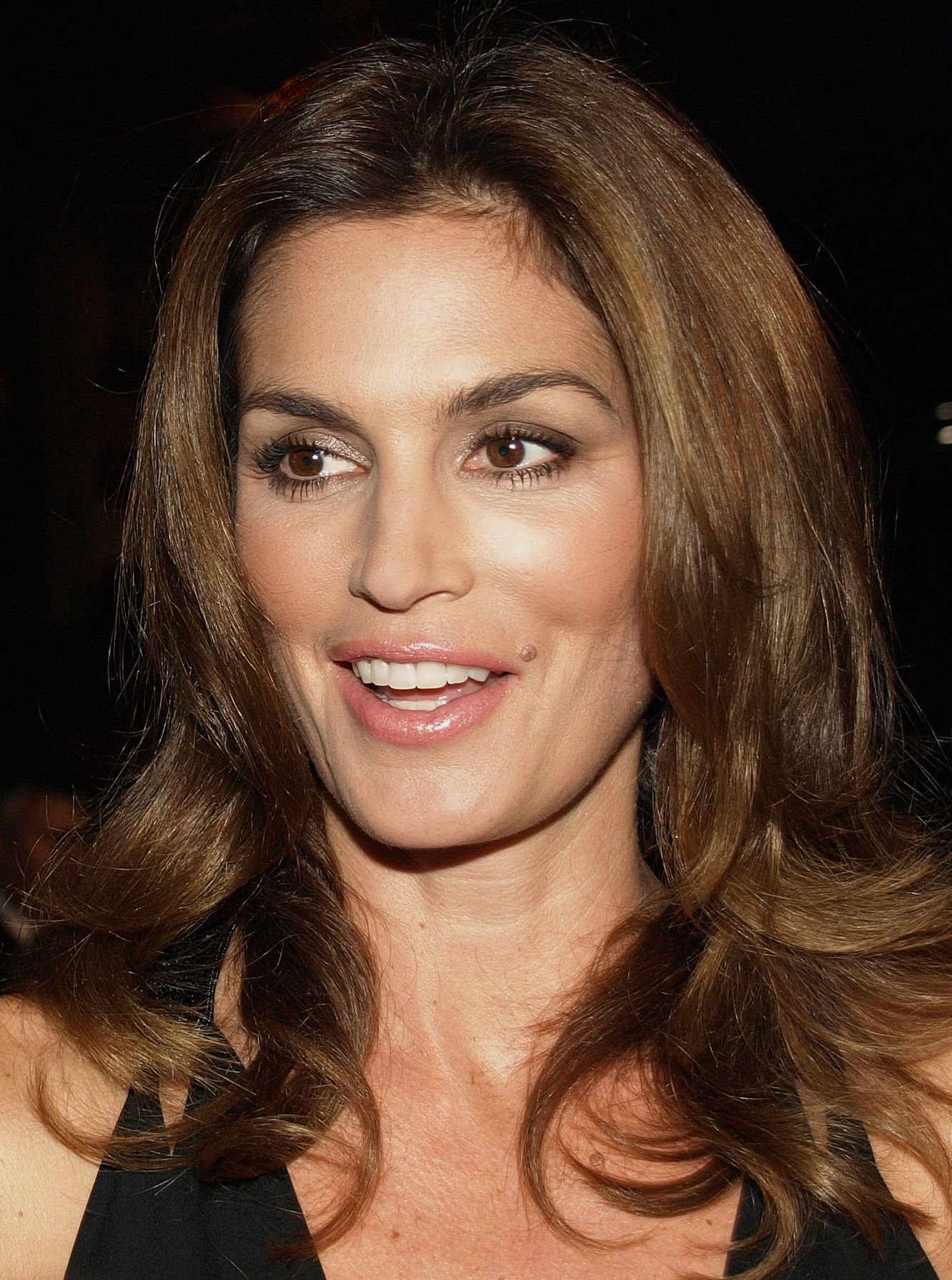
Cindy Crawford heeft een schoonheidsvlek bij haar mondhoek.

De schoonheidsvlek is een huidaandoening die geworden is tot een van de zeven schoonheden, na introductie door Marilyn Monroe in de jaren vijftig van de twintigste eeuw. Hierna hebben vele andere vrouwelijke beroemdheden dit schoonheidsideaal over de wereld groot gemaakt, die soms opzettelijk een dergelijk vlekje op hun gezicht toucheerden. Madonna is hier het bekendste voorbeeld van.
Het schoonheidsvlekje, in vakterminologie ook wel de tache de beauté genoemd, bevindt zich doorgaans aan de linker- of rechterkant van het gelaat, tussen neus en mond. Het legt de aandacht op de gestifte lippen.